# Эметуллах-султан (дочь Мустафы II)
Эметулла́х-султа́н (тур. Emetullah Sultan; осман. امت الله سلطان‎; ок. 1701, Эдирне — 19 апреля 1727, Стамбул) — дочь султана Мустафы II и сестра султанов Махмуда I и Османа III.

## Биография
Эметуллах-султан была дочерью султана Мустафы II и его наложницы Шехсувар-султан. Её точный год рождения неизвестен, указывается как правило 1700 или 1701 год.
В 1720 году, в возрасте 19 лет, вышла замуж за Черкеса Османа-пашу, который ранее был женат на её кузине Рукие Ханым-султан. Историки упоминают, что у супругов были по крайней мере две дочери: Хибетулла Ханым-султан (ум. 1766) и Уметуллах Ханым-султан (ум. 1744). 
Эметуллах-султан скончалась 19 апреля 1727 года в Стамбуле в молодом возрасте – на момент смерти ей было 26 или 27 лет. Её тело было похоронено в тюрбе Новой мечети.